# Церковь Святой Недели (Батак)
Церковь Святой Недели (болг. Църква Света Неделя) — превращённая в музей недействующая православная церковь в городе Батак, Болгария, названная в честь мученицы Кириакии Никомидийской (болг. Неделя). Относится к Пловдивской епархии Болгарской православной церкви.
Церковь была построена в 1813 году за 75 дней местными жителями. Здание представляет собой крестокупольную постройку, сделанную целиком из камня с дубовыми дверями и обнесённую высокими каменными стенами. В этой церкви в разное время служили священники Димитр Паунов (Попов), Илия Янков, Нейчо Паунов (Попов), Петр Попилиев, иеромонах Кирил (духовный отец Василя Левского) и иеромонах Никифор. Интересен тот факт, что в этой церкви службы никогда не велись на греческом языке, а только на церковно-славянском, а проповеди произносились на болгарском языке.
Во время Апрельского восстания церковь оказалась последним оплотом батачанских повстанцев. После освобождения Болгарии в 1878 году церковь больше не использовалась для богослужений, а в ней были помещены останки жертв батакской резни 1876 года, во время которой башибузуками было убито до 5 тысяч мирных жителей города. В 1955 году церковь объявлена государственным музеем, а в 1977 году — национально-историческими памятником.